# Saint-Loup-Hors
Saint-Loup-Hors ist eine Gemeinde mit 521 Einwohnern (Stand: 1. Januar 2022) in der Normandie in Frankreich. Sie gehört zum Département Calvados, zum Arrondissement Bayeux und zum Kanton Bayeux. Die Einwohner werden Horsais genannt.

## Geographie
Saint-Loup-Hors liegt etwa drei Kilometer südwestlich vom Stadtzentrum von Bayeux. Umgeben wird Saint-Loup-Hors von den Nachbargemeinden Vaucelles im Norden, Bayeux im Norden und Nordosten, Guéron im Osten und Südosten, Subles im Süden und Südwesten, Ranchy im Westen sowie Barbeville im Nordwesten.
Durch die Gemeinde führt die Route nationale 13.

## Bevölkerungsentwicklung
| Jahr                      | 1962 | 1968 | 1975 | 1982 | 1990 | 1999 | 2006 | 2013 |
| ------------------------- | ---- | ---- | ---- | ---- | ---- | ---- | ---- | ---- |
| Einwohner                 | 254  | 244  | 238  | 282  | 293  | 283  | 288  | 400  |
| Quelle: Cassini und INSEE |      |      |      |      |      |      |      |      |

## Sehenswürdigkeiten
- Kirche Saint-Loup aus dem 12. Jahrhundert, Monument historique
- Schloss Beaussy
- Schloss Cambre

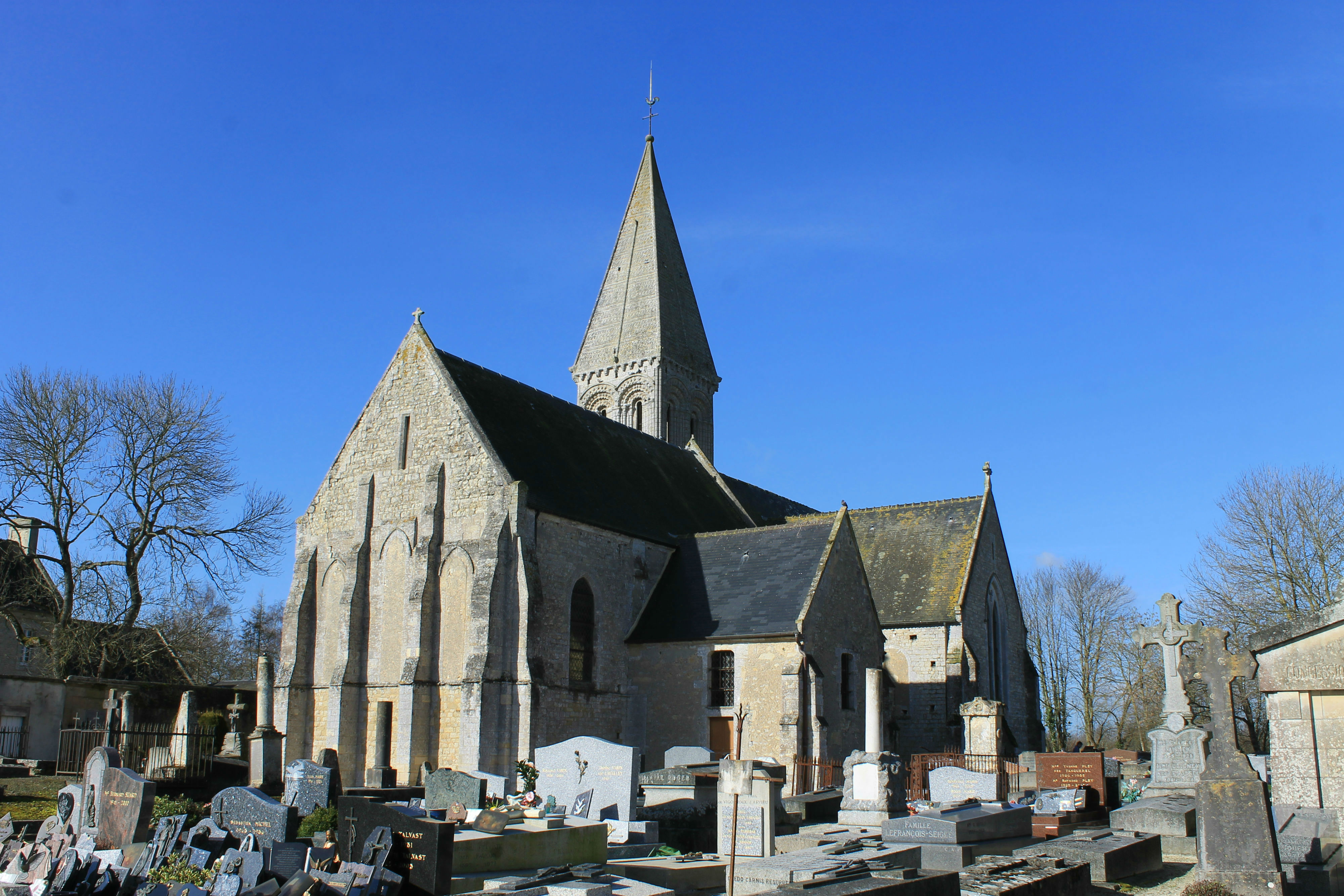
Kirche Saint-Loup
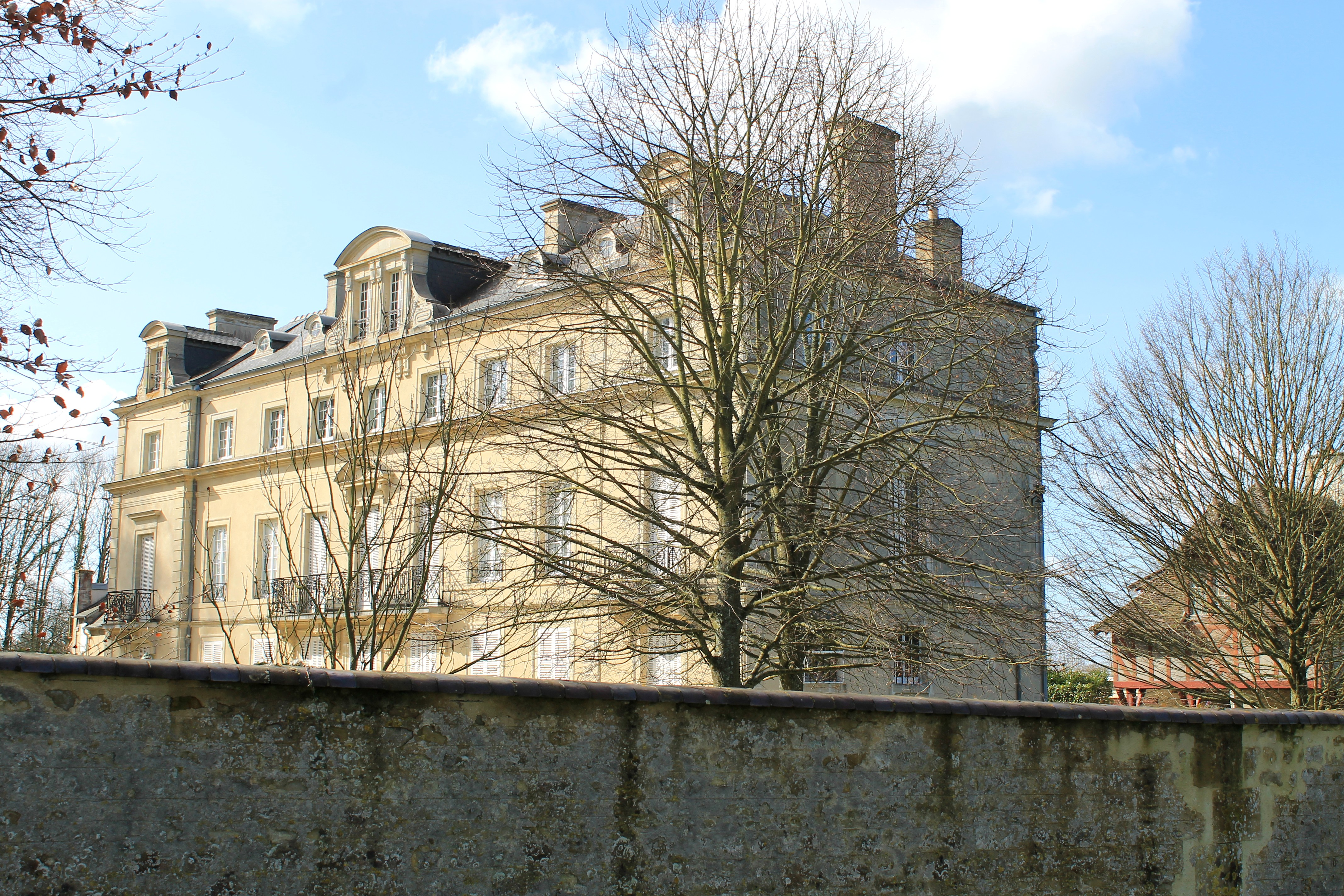
Schloss Cambre